# 范寧 (密蘇里州)
范寧（英語：Fanning）是位於美國密蘇里州克勞福德縣的非建制地區。

## 歷史
范寧的郵局於1887年設立，其後於1953年停運。

## 地理
范寧所處的海拔為高於海平面321米（即1053英呎），而該地所採用的時區為UTC-6，即北美中部時區（CST）。同時該地設有夏令時間，為UTC-6調快一小時，即UTC-5（CDT）。